# Pesagen
Pesagen is een bestuurslaag in het regentschap Pati van de provincie Midden-Java, Indonesië. Pesagen telt 1034 inwoners (volkstelling 2010).